# Grekoman
Grekoman (av latin græcus, grekiska mania, raseri, vurm), är en person, som svärmar för det forna Grekland. Grekomani är överdriven förkärlek för allt forngrekiskt. Kallas även hellenomani. 